# Lerista petersoni
Lerista petersoni — вид сцинкоподібних ящірок родини сцинкових (Scincidae). Ендемік Австралії.

## Поширення і екологія
Lerista petersoni мешкають в посушливих внутрішніх районах Західної Австралії, на південь від затоки Ексмут. Вони живуть в акацієвих чагарникових заростях, що ростуть на твердих глинистих і кам'янистих ґрунтах, серед опалого листя.